# Muzeum Suntory
Suntory – muzeum sztuki współczesnej zaprojektowane w 1994 r. przez Tadao Andō na nadbrzeżu przystani Tenpozan w Osace. Ma ono kształt odwróconego ściętego stożka o średnicy 48 m, przeciętego dwoma prostopadłościanami. Każdy z elementów zaprojektowano jako osobny, zamknięty obiekt, pomimo iż są częścią całości. Wyraźna artykulacja poszczególnych części zespołu i czytelna geometria, to cechy klasycznej architektury starożytnej, m.in. Grecji, Chin.
W 2010 roku muzeum zostało zamknięte, a w 2013 roku ponownie otwarte pod nazwą Osaka Culturarium at Tempozan, zmieniając i rozszerzając charakter swojej działalności wystawienniczej.